# Deianira

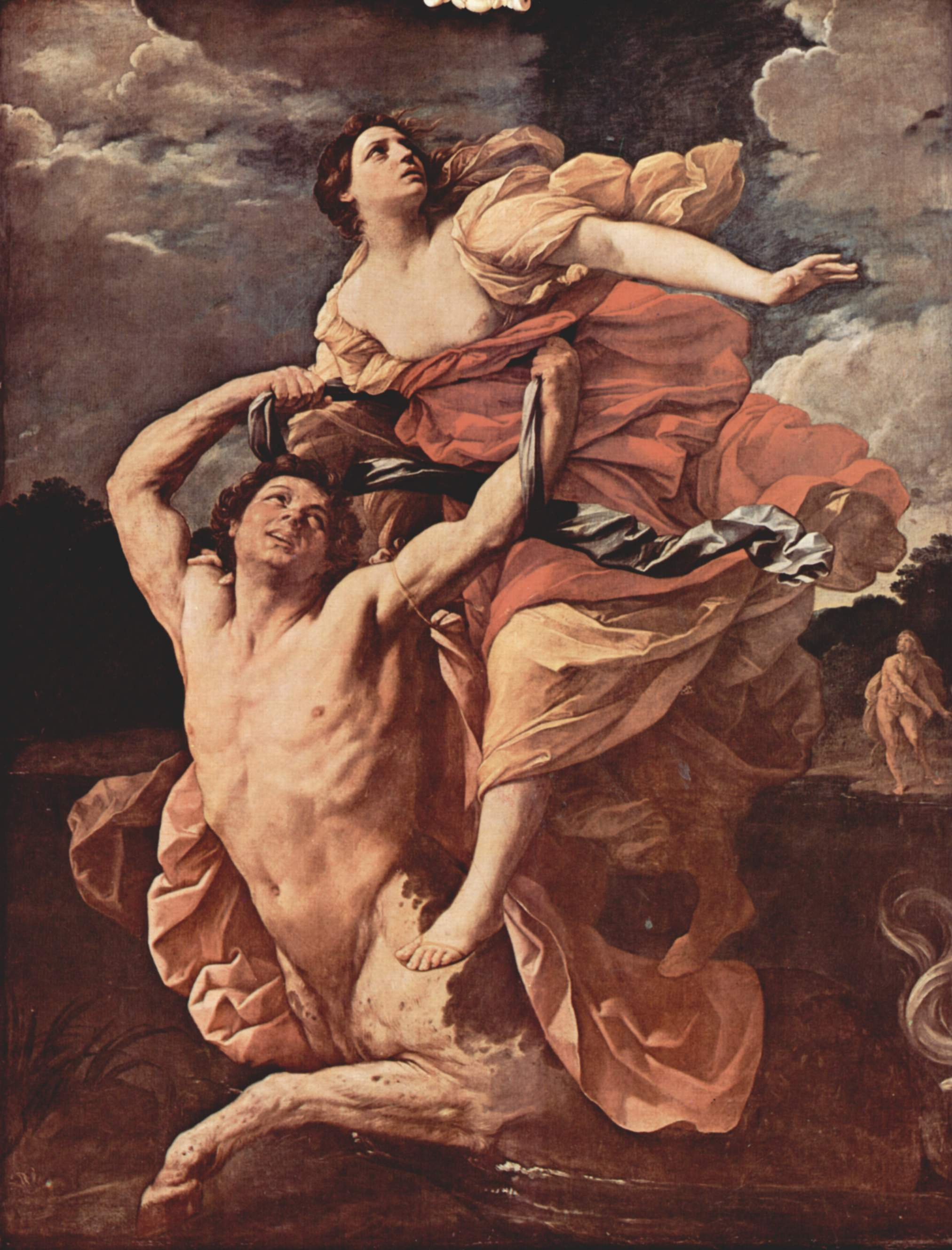
Guido Reni, Rapte de Deianira, 1620-1621, Museu del Louvre.

D'acord amb la mitologia grega, Deianira (en grec antic: Δηιάνειρα) va ser una princesa filla d'Eneu, rei de Calidó i d'Altea. Era germana de Melèagre. Una tradició diferent la feia filla de Dionís, que havia estat hoste d'Eneu a Calidó.
Deianira sabia conduir carros i coneixia l'art de la guerra. Quan Meleagre, el seu germà, va morir, ella i les seves germanes van ser transformades en perdius. Però els precs de Dionís van aconseguir que ella i la seva germana Gorge retornessin a la forma humana.
Quan Hèracles baixà a l'Hades a buscar el gos Cèrber es va trobar amb l'ànima de Melèagre que li va demanar que es casés amb la seva germana, que no tenia el suport de ningú després de la seva mort. Hèracles al tornar a la terra, va marxar cap a Calidó, on va trobar-se que el déu-riu Aqueloos l'acabava de demanar en matrimoni. Els dos pretendents van haver de lluitar per obtenir-la, i Hèracles va guanyar. La nova parella van viure molt de temps a Calidó, on va tenir un fill, Hil·los. Altres fonts esmenten també Ctesip, Glenos, Ònites i Macària.
Més endavant, Hèracles i Deianira van marxar de Calidó. Mentre anaven cap a Traquis fou raptada pel centaure Nessos, quan miraven de travessar un riu, però Hèracles l'abaté amb una de les seues sagetes enverinades. Abans de morir, Nessos recomanà a Deianira que recollís la seua sang assegurant-li que se'n podia fer un filtre d'amor. Ella el cregué i se n'endugué la túnica xopa. A Traquis Hèracles i Deianira van ser acollits pel rei Ceix, i van combatre contra el poble dels driops.
Més endavant, en sospitar que el seu marit l'abandonaria per Íole, Deianira, gelosa i volent revifar el seu amor per ella, li envià la túnica fatal. Quan la roba tocà la pell de l'heroi una flama mortal va anar-li consumint el cos. L'heroi no va poder resistir-ho i va morir cremat dalt del cim de l'Eta. Quan li van dir a Deianira que Hèracles havia mort a conseqüència del verí que amarava aquella roba, desesperada, se suïcidà. A Traquis s'ensenyava la seva tomba.